# Eric David Moberger
Eric David Moberger, född 25 januari 1800 i Arboga, Västmanlands län, , död 23 juli 1863 i Oppmanna socken, Kristianstads län, var en svensk präst, kyrkoherde och musiker, brorson till Carl Johan Moberger.
Moberger var en skicklig cellist; Adolf Törneros gav honom följande vitsord: "enligt kännares intyg den skickligaste violoncellist i Sverige". Moberger blev 1827 medlem av Bolaget på Djurgården (vilket blev en föregångare och inspiration till det 1848 stiftade Mazerska kvartettsällskapet). I "bolaget"  räknades han som en av de främsta krafterna. Han var ledamot av musikaliska akademien. I egenskap av informator för en av greve von Stedingks söner, gjorde han tillsammans med dessa, 1847–49, resor till Tyskland, Frankrike och Italien samt till Brasilien. Moberger deltog i utarbetandet af den psalmmeloditabell, vilken på Kungl. Maj:ts nådiga befallning blev upprättad av musikaliska akademien år 1844. Han blev 1851 prost och kyrkoherde i Oppmanna och Vånga församlingar av Lunds stift.

### Webbkällor
- Moberger, Erik David i J. Leonard Höijer, Musik-Lexikon (1864)